# كاري فان
كاري فان (بالإنجليزية: Carrie Vaughn)‏ (28 يناير 1973 في الولايات المتحدة)؛ كاتِبة وروائية أمريكية. درست في كلية اوكسيدنتال.

## روابط خارجية
- كاري فان على موقع ميوزك برينز (الإنجليزية)